# The Children
The Children è un'opera teatrale della drammaturga britannica Lucy Kirkwood, portata al debutto a Londra nel 2016. Nel 2019 The Guardian ha classicificato la pièce al terzo posto tra le migliori opere teatrali del XXI secolo.

## Trama
In un cottage sulle cose inglesi Hazel e Robin sono fisici nucleari in pensione che riceveno la visita inaspettata di Rose, una loro ex collega che non vedono da quasi quarant'anni e che credevano morta. Fuori dalle mura di casa il mondo cerca di sopravvivere alle conseguenze di un disastro nucleare. La visita di Rose non è solo di cortesia: la scienziata, infatti, vuole arruolare i due vecchi colleghi per una missione quasi sicuramente mortale per salvare il pianeta e limitare i danni causati dell'esplosione. Alla fine Hazel e Robin accettano, dato che Rose fa notare loro che in gioco non c'è solo la loro vita ma anche il futuro dei loro figli e nipoti, e che gli scienziati di oggi hanno sulle loro spalle la responsabilità delle generazioni future.

## Storia delle rappresentazioni
Ispirato al disastro nucleare di Fukushima Dai-ichi, The Children ha avuto la sua prima il 17 novembre 2016 al Royal Court Theatre di Londra, rimanendo in cartellone fino al gennaio successivo; James Macdonald curava la regia, mentre il cast era composto da Francesca Annis, Deborah Findlay e Ron Cook. Il dramma ha ottenuto recensioni molto positive, ricevendo anche una candidatura al Laurence Olivier Award alla migliore nuova opera teatrale.
Forte del successo sulle scene londinesi, The Children è stato riproposto al Bernard B. Jacobs Theatre di Broadway dal novembre 2017 al febbraio 2018, con lo stesso cast del Royal Court Theatre; ancora una volta, The Children è stato accolto positivamente dalla critica e ha ottenuto due nomination ai Tony Award: migliore opera teatrale e migliore attrice non protagonista in un'opera teatrale per la Findlay. Negli anni successivi la pièce è stata portata in scena di frequente negli Stati Uniti, in Canada e Australia, annoverando messe in scena a Toronto (2017), Melbourne (2018), Chicago (2019) e Houston (2019).
La prima italiana è avvenuta al Centro Teatrale Bresciano (CTB) di Brescia il 4 maggio del 2021, con la traduzione di Monica Capuani, la regia di Andrea Chiodi e un cast composto da Elisabetta Pozzi, Giovanni Crippa e Francesca Ciocchetti; nella primavera successiva la produzione è stata riproposta al Teatro Carcano di Milano.